# Liste kurdischer Ortsnamen und geographischer Bezeichnungen im Irak
Die Liste kurdischer Ortsnamen im Irak bietet eine Auswahl von unter Kurden gebräuchlichen Namen von Ortschaften und geographische Bezeichnungen im Irak, inner- und außerhalb des kurdischen Hauptsiedlungsgebietes. Im Irak sprechen die Kurden unterschiedliche kurdische Sprachen (z. B. Sorani und Kurmandschi) mit unterschiedlichen Schriften. Bestrebungen kurdische Ortsnamen zu nationalisieren, bzw. zu arabisieren gab es im Irak nicht.

## Liste
| Offizieller Name               | Kurdischer Name                  | Objekt                | Lage                  | Besonderheiten |
| ------------------------------ | -------------------------------- | --------------------- | --------------------- | --- |
| Aqrah (عقره)                   | Akrê                             | Stadt und Distrikt    | Ninawa                | |
| Altin Köprü (التون كوپرو)      | Pirde                            | Stadt                 | Kirkuk                | |
| al ʿAmādiyya (العمادية)        | Amêdî                            | Stadt                 | Dahuk                 | Hauptstadt des ehemaligen Fürstentums Badinan. Die Stadt liegt auf der Spitze eines Berges.                                                                       |
| Arbil (أربيل)                  | Hewlêr                           | Stadt                 | Arbil                 | Sitz der kurdischen Regionalregierung. Der Name Hewler wird auch in wissenschaftlichen Veröffentlichungen verwendet.                                              |
| Badra (بدرة)                   | Bedre                            | Stadt                 | al-Wasit              | |
| Bagdad (بغداد)                 | Bexda, Bexdad, Bexa              | Stadt                 | Bagdad                | Hauptstadt des Irak |
| Bamarni                        | Bamernê                          | Ortschaft             | Dahuk                 | |
| Barzan                         | Barzan                           | Dorf                  | Arbil                 | Herkunftsort des Stammes der Barzani |
| Chanaqin (خانقين)              | Xaneqîn                          | Stadt                 | Diyala                | |
| Dahūk (دهوك)                   | Dohuk, Dihok                     | Stadt                 | Dahuk                 | |
| Dschabal Sindschar (جبل سنجار) | Şaxî Şengal/Çiyayê Şingal/Şingar | Höhenrücken           | Ninawa                | Am Fuß des Berges liegt das Antike Singara |
| Dschamdschamāl (جمجمال)        | Çamçamal                         | Stadt                 | As-Sulaimaniyya       | |
| Großer Zab                     | Zêyê Mezin                       | Nebenfluss des Tigris |                       | |
| Halabdscha (حلبجة)             | Helepçe                          | Stadt                 | As-Sulaimaniyya       | Bekannt durch den Giftgasangriff auf Halabdscha |
| Al-Hawidscha (الحويجة)         | Xuylên                           | Stadt und Distrikt    | Kirkuk                | |
| Khunera                        | Xinere                           | Ortschaft             | Arbil, Distrikt Soran | |
| Kirkuk (كركوك)                 | Kerkûk                           | Stadt                 | Kirkuk                | Gilt unter Kurden im Irak als ihre heimliche Hauptstadt. Bei einer möglichen Staatsgründung wünschen sich die Kurden Kirkuk als spätere Hauptstadt ihres Staates. |
| Koya (كيويسنجق)                | Koysancak, Koy, Koye             | Stadt                 | Arbil                 | |
| Kleiner Zab                    | Zêyê Biçûk                       | Nebenfluss des Tigris |                       | |
| Machmur                        | Mexmûr                           | Stadt                 | Arbil                 | Häufig ist in kurdischen Texten auch das unter Einfluss der PKK stehende Flüchtlingslager Mahkmur gemeint.                                                        |
| Mandali (مندلي)                | Mendeli                          | Stadt                 | Diyala                | |
| Mosul (الموصل)                 | Mûsil                            | Stadt                 | Ninawa                | |
| Rāniya (رانية)                 | Ranya                            | Stadt                 | As-Sulaimaniyya       | |
| Rawāndūz (رواندوز)             | Rawanduz                         | Stadt                 | Arbil                 | Hauptstadt des ehemaligen Fürstentums Soran. Trägt heute den Titel "Kulturhauptstadt Kurdistans".                                                                 |
| Schaqlawa (شقلاوة)             | Schaqlawa                        | Stadt                 | Arbil                 | |
| Sindschar (سنجار)              | Şengal                           | Stadt                 | Ninawa                | |
| Sulaimaniyya (السليمانية)      | Silêmanî                         | Stadt                 | As-Sulaimaniyya       | Hauptstadt des ehemaligen Fürstentums Baban |
| Tuz Khurmatu                   | Tuz Xurmatu                      | Stadt                 | Salah ad-Din          | |
| Zāchū (زاخو)                   | Zaxo                             | Stadt                 | Dahuk                 | |